# کوین هارت: حالا چی؟
کوین هارت: حالا چی؟ (انگلیسی: Kevin Hart: What Now?) فیلمی در ژانر مستند و استندآپ کمدی به کارگردانی تیم استری است که در سال ۲۰۱۶ منتشر شد. از بازیگران آن می‌توان به کوین هارت اشاره کرد.